# Lokomotiva ET40
Lokomotivy řady ET40 jsou dvojdílné stejnosměrné elektrické lokomotivy, které pro polské železnice Polskie Koleje Państwowe dodala česká společnost Škoda v letech 1975–1978 v počtu 60 kusů (tovární typ 77E). V roce 2009 byly všechny lokomotivy odstaveny pro nadbytečnost, část z nich se postupně vrací do provozu od roku 2017.

## Provoz
Lokomotivy byly po celou dobu provozu nasazeny především na těžkých vlacích na Uhelné magistrále, kde je nasazovalo depo Bydgoszcz Wschód. Po poklesu objemu přeprav začaly být lokomotivy od 90. let 20. století postupně šrotovány. Zbývající stroje dopravce PKP Cargo najednou odstavil na počátku roku 2009. Neprovozní stroje byly odstaveny ve stanici Tarnowskie Góry, kde začala jejich postupná likvidace. Stroje č. 07, 31, 43, 52 a 55 odkoupil Bronisław Plata za účelem znovuzprovoznění. První opravený stroj – ET40-52 – vyjel po opravě v dílnách v Gdańsku v únoru 2017 a začal jej provozovat dopravce Lotos Kolej.